# 레일야즈 스타디움
레일야즈 스타디움(Railyards Stadium)은 미국의 축구 전용 경기장으로 캘리포니아주 새크라멘토에 위치하고 있으며 2027년부터 USL 챔피언십 새크라멘토 리퍼블릭의 홈 경기장으로 사용될 예정이다.